# Evangelis Zappas
Evangelis Zappas (em grego: Ευαγγέλης Ζάππας), também conhecido pelo nome de Evangelos (em grego: Ευάγγελος), (Labovo, Império otomano, atual Albânia, 23 de agosto de 1800 - Broşteni, Ialomiţa, Romênia, 19 de junho de 1865) foi um patriota, empresário e filantropo grego. 
Aos 13 anos abandonou sua aldeia e se alistou como mercenário no exército de Ali Paxá de Tepelene. Entre 1821 e 1830 lutou com os patriotas gregos na Guerra de independência da Grécia. Ao retirar-se da milícia, adquiriu terras na Romênia que explorou agricolamente, com o que que conseguiu acumular uma fortuna.
Ele é reconhecido hoje como um dos fundadores dos Jogos Olímpicos da idade contemporânea, desde que patrocinou os Jogos Olímpicos de 1859, 1870 e 1875, conhecidos como Jogos Olímpicos de Zappas, precedentes dos jogos realizados sob os auspícios do Comitê Olímpico Internacional.